# Linia kolejowa 145 Szolnok – Kiskunfélegyháza
Linia kolejowa Szolnok – Kiskunfélegyháza – linia kolejowa na Węgrzech. Jest to linia jednotorowa, nie zelektryfikowana.

## Historia
Linia została oddana do użytku 9 grudnia 1897 roku.